# Status of Forces Agreement
Ein Status of Forces Agreement (SOFA, dt. Stationierungsabkommen) ist eine internationale Vereinbarung zwischen zwei oder mehreren Ländern zur Stationierung von Truppen auf fremdem Hoheitsgebiet. 

## Bedeutung
Das US-Militär hat weltweit die größte Auslandspräsenz. Aber auch andere Länder wie Frankreich, Großbritannien, Deutschland, Russland oder Australien haben Truppen im Ausland stationiert. In der Vergangenheit hatte die Sowjetunion SOFAs mit fast allen „sozialistischen Bruderstaaten“. 
Ein SOFA regelt die Rechtsstellung der ausländischen Streitkräfte im Aufnahmestaat. Rein militärische Vereinbarungen werden meist jedoch durch andere Abkommen geklärt. So gehen aus dem SOFA die Rules of Engagement, welche die praktische Umsetzung regeln, hervor. Ein SOFA befasst sich mehr mit dem Rechtsstatus von Personen und Eigentum. Dies umfasst Ein- und Ausfuhr von Gütern, Postdienste, Steuern und vor allem zivil- und strafrechtliche Belange. So wird festgelegt, welche Summe die Streitkräfte bei einem Unfall im Gastland zu zahlen haben oder nach welchem Recht Straftaten verurteilt werden. Beispielsweise werden Angehörige der US-Streitkräfte immer vor US-Gerichten nach amerikanischem Recht verurteilt, wenn sie Verbrechen gegen Landsleute oder ihre Befehle begangen haben. Andere Fälle werden den lokalen Behörden übergeben.

## Deutschland
Bei Ende des Besatzungsstatuts wurde mit dem Vertrag über den Aufenthalt ausländischer Streitkräfte in der Bundesrepublik Deutschland (Aufenthaltsvertrag) zwischen Deutschland und acht Vertragspartnern (Belgien, Dänemark, Frankreich, Kanada, Luxemburg, Niederlande, Vereinigtes Königreich von Großbritannien und Nordirland, Vereinigte Staaten von Amerika) am 23. Oktober 1954 eine vertragliche Grundlage für den dauerhaften weiteren Aufenthalt der ausländischen Stationierungsstreitkräfte in Deutschland geschaffen.
Die Rechte und Pflichten der Streitkräfte aus NATO-Staaten, die in Deutschland auf Grundlage des Aufenthaltsvertrages dauerhaft stationiert sind, richten sich nach den stationierungsrechtlichen Regelungen des NATO-Truppenstatuts (engl. NATO Status of Forces Agreement) vom 19. Juni 1951 sowie des Zusatzabkommens zum NATO-Truppenstatut vom 3. August 1959.
Auslandseinsätze der Bundeswehr außerhalb des Bündnisgebiets werden durch zweiseitige Abkommen geregelt. Ein Beispiel ist das am 2. September 2016 zwischen der Bundesregierung und der Regierung Nigers abgeschlossene Abkommen zur Regelung der Rechtsstellung der Bundeswehr in der Republik Niger. Auslandseinsätze der Bundeswehr im Rahmen einer Mission der Vereinten Nationen werden durch Abkommen zwischen den Vereinten Nationen und dem jeweiligen Aufenthaltsstaat geregelt. Ein Beispiel ist das am 8. August 2011 zwischen den Vereinten Nationen und der Regierung vom Südsudan abgeschlossene Abkommen über den Status der ausländischen Streitkräfte, die sich im Rahmen der UN-Mission UNMISS in Südsudan aufhalten.